# Olimpiadi internazionali della matematica

Logo della competizione

Le Olimpiadi internazionali della matematica, abbreviate sovente in IMO, acronimo per International Mathematical Olympiad, sono una competizione internazionale di risoluzione di problemi matematici per studenti delle scuole medie superiori che non abbiano compiuto 20 anni e che non siano iscritti a un livello terziario di istruzione. Esse sono la più antica tra le Olimpiadi scientifiche.
Le prime olimpiadi si tennero nel 1959 in Romania con la partecipazione di 7 nazioni. Da allora la gara si è tenuta ogni anno, tranne il 1980, e si è estesa a più di 80 nazioni partecipanti di 5 continenti. Ogni nazione può inviare fino a un massimo di 6 partecipanti (contestants), accompagnati da un caposquadra (team leader), un vice (deputy leader) ed eventuali osservatori. I partecipanti non devono aver compiuto i 20 anni e non devono essere iscritti a nessuna università o ente di istruzione superiore. La competizione è individuale e non ci sono risultati ufficiali per squadre. La squadra italiana è selezionata tramite le fasi nazionali delle Olimpiadi della matematica.
Le olimpiadi consistono nella soluzione di 6 problemi nei domini della geometria, algebra, teoria dei numeri e combinatoria. La gara si svolge in due giornate di 4 ore e mezza ciascuna nelle quali vengono assegnati 3 problemi ciascuna. Le soluzioni devono essere costituite da una dimostrazione completa e dettagliata del problema posto e sono redatte nella lingua madre dei partecipanti. I problemi vengono valutati numericamente da 0 a 7 e quindi il risultato massimo possibile è 42. I problemi sono contrassegnati dalle cifre Q1 Q2 Q3 Q4 Q5 Q6 e sono in ordine crescente di difficoltà.
Nel 2011 Google ha donato 1 milione di dollari all'organizzazione delle Imo per coprire i costi del quinquennio 2011-2015.
Nel 2014 Terence Tao, uno dei maggiori matematici contemporanei, è diventato testimonial della Imo Foundation, l'organizzazione non profit che si occupa di organizzare le Imo. Terence Tao è stato il più giovane partecipante ad aver vinto un oro nel 1988 all'età di 12 anni.

## Riconoscimenti
Al termine della gara viene assegnata:
- la medaglia d'oro al primo dodicesimo dei partecipanti.
- la medaglia d'argento al successivo sesto dei partecipanti.
- la medaglia di bronzo al successivo quarto dei partecipanti.
- una menzione d'onore agli studenti che non abbiano ricevuto medaglie, ma abbiano risolto perfettamente (voto 7) almeno un esercizio.

Le medaglie vengono dunque assegnate alla metà dei partecipanti.

## Partecipanti di rilievo

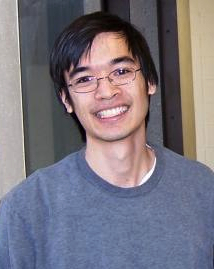
Terence Tao, conosciuto per il Teorema di Green-Tao

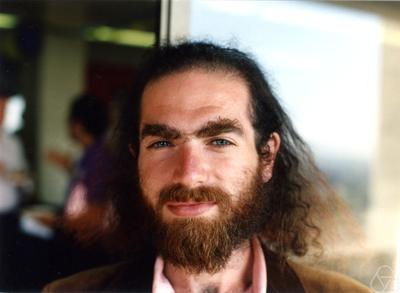
Grigori Perelman, dimostratore della congettura di Poincaré

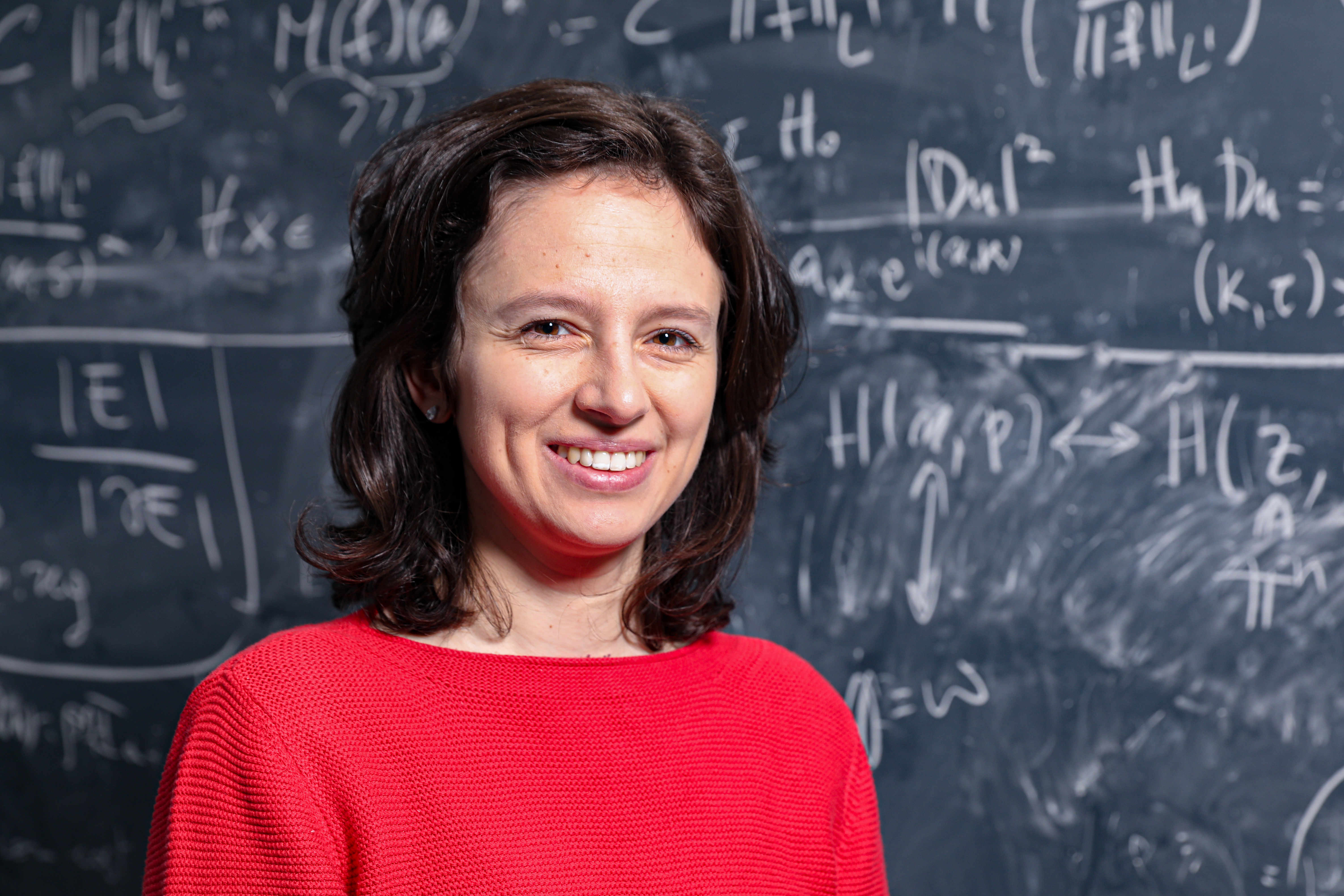
Maria Colombo, specializzata in analisi matematica

È frequente che i vincitori delle Olimpiadi internazionali diventino successivamente matematici di rilievo internazionale.
Due delle quattro medaglie Fields del 2014 avevano partecipato alle Imo, vincendo rispettivamente uno e due ori, Artur Avila per il Brasile e Maryam Mirzakhani, la prima donna a vincere la medaglia Fields, per la Repubblica islamica dell'Iran.
Tra i vincitori delle medaglie Fields 2010 Elon Lindenstrauss vinse una medaglia di bronzo nel 1988 per Israele, Ngô Bảo Châu vinse la medaglia d'oro nel 1988 e nel 1989 per il Vietnam, Stanislav Smirnov vinse la medaglia d'oro nel 1986 e nel 1987 per la Russia.

Fra i vincitori delle medaglie Fields del 2006 Grigory Perelman aveva vinto una medaglia d'oro nel 1982 per l'URSS, Terence Tao la vinse per l'Australia nel 1988. Tra i vincitori delle medaglie Fields del 2002 Laurent Lafforgue vinse per la Francia due argenti nel 1984 e nel 1985. Si comportò meglio il fratello Vincent Lafforgue che vinse due ori nel 1990 e nel 1991.

Timothy Gowers, vincitore della medaglia Fields nel 1998, vinse la medaglia d'oro alle Imo nel 1981 per la Gran Bretagna. Richard Borcherds ha vinto l'oro nel 1978 per la Gran Bretagna. Jean-Christophe Yoccoz vinse la medaglia d'oro nel 1974. Vladimir Drinfel'd vinse la medaglia d'oro nel 1969 per l'URSS.

Jeremy Kahn, vincitore del Clay Research Award, partecipò alle Imo quattro volte per gli USA. Ben Green in due partecipazioni vinse due argenti per la Gran Bretagna, in seguito ottenne il Clay Research Award per il suo lavoro insieme a Terence Tao.
Anche Grigorij Margulis vincitore della medaglia Fields nel 1990 aveva partecipato alle Imo per l'URSS vincendo un argento.
Tra i vincitori del Premio Nevanlinna Peter Shor aveva partecipato alle Imo per gli USA vincendo un argento, Aleksandr Razborov aveva vinto un oro per l'URSS. 
Terence Tao fu il più giovane partecipante in assoluto a vincere una medaglia d'oro alle Imo, all'età di 12 anni.
Nel 2015 il canadese Zhuo Qun Song riuscì a vincere la quinta medaglia d'oro consecutiva in 6 partecipazioni, nella prima delle quali aveva ottenuto un bronzo, diventando l'atleta più titolato della storia delle Olimpiadi.
La prima ragazza a vincere una medaglia d'oro alle IMO fu Lida Gončarova nel 1962. La seconda nel 1976 fu Tanja Chovanova che nel suo blog racconta le sue vicende da imoista, presentando raccolte di problemi (compresa una raccolta di "coffin problems") e la sua vita successiva. La terza ragazza fu Natalia Grinberg. La ragazza con il risultato più eclatante è stata la tedesca Lisa Sauermann, che vinse 4 ori e un argento, risultando al secondo posto assoluto nella classifica di tutti i tempi delle Imo.
L'iraniana Maryam Mirzakhani, la prima donna a vincere la Medaglia Fields nel 2014, aveva vinto due ori in due partecipazioni nel 1994 e nel 1995 per la Repubblica islamica dell'Iran.

### Risultati notevoli dell'Italia
L'Italia ha ottenuto sovente risultati importanti alle IMO. La prima partecipazione è datata 1967. Al 2021 l'Italia ha partecipato 42 volte, vincendo 18 medaglie d'oro, 47 medaglie di argento e 73 medaglie di bronzo; ha inoltre ottenuto 35 menzioni d'onore.
Solo sette ragazze hanno finora partecipato per l'Italia alle IMO. Tra queste, Maria Colombo ottenne tre partecipazioni e una medaglia d'oro, un argento e un bronzo.
Andrea Fogari ha partecipato a quattro edizioni ottenendo un oro, due argenti e un bronzo; anche Federico Glaudo ha collezionato quattro partecipazioni, ottenendo tre argenti e un bronzo. Dario Ascari è l'unico italiano ad aver vinto due ori in due partecipazioni, nel 2014 e nel 2015.
I punteggi più alti ottenuti dagli italiani sono stati: 36 punti per Sergio Conti nel 1990, 35 per Pietro Vertechi nel 2007, per Dario Ascari sia nel 2013 sia nel 2014 e per Matteo Poletto nel 2021. Francesco Sala nel 2015 ha ottenuto il 9º posto assoluto, solo Pietro Vertechi nel 2007 aveva ottenuto un piazzamento migliore, il 4º posto assoluto.

## Scelta dei problemi
Ogni Paese partecipante può inviare le sue proposte di problemi che vengono selezionate da un comitato del Paese organizzatore fino ad arrivare a una lista più corta (detta shortlist). I capisquadra arrivano qualche giorno prima dell'avvenimento e si riuniscono per effettuare la selezione finale dei problemi tramite votazione. I testi vengono redatti in cinque lingue ufficiali: inglese, francese, spagnolo, russo e cinese.  I capisquadra dei singoli Paesi traducono poi il testo nella loro lingua madre.
Dato che i capisquadra conoscono in anticipo i problemi, essi non possono avere contatti con i partecipanti fino al termine della gara.

## Valutazione dei problemi
Inizialmente i capisquadra, prima della gara, decidono una tabella di valutazione per i problemi (ad esempio: questa osservazione vale 2 punti, la soluzione di questo caso conta tre punti).
Dopo la gara, la correzione dei problemi di ognuna delle squadre nazionali avviene, problema per problema, attraverso una "contrattazione" tra due rappresentanti del comitato organizzatore (diversi per ognuno dei 6 problemi) e due rappresentanti della nazione in esame (il caposquadra e il vice). Entrambe le parti esaminano gli elaborati dei concorrenti prima della correzione per un primo esame. In particolare, però, i due rappresentanti dell'organizzazione non hanno accesso a una traduzione degli elaborati, quindi diversi dettagli scritti in testo e non in formule potrebbero sfuggire loro durante la prima lettura.

## Albo d'oro
Di seguito le Olimpiadi disputate, i Paesi vincitori e i vincitori assoluti:
| 1  | 1959 | Brașov e Bucarest    | Romania          | 249 | Bohuslav Diviš       |
| 2  | 1960 | Sinaia               | Cecoslovacchia   | 257 | Ivan Korec           |
| 3  | 1961 | Veszprém             | Ungheria         | 270 | Béla Bollobás        |
| 4  | 1962 | České Budějovice     | Unione Sovietica | 289 | Iosif Bernstein      |
| 5  | 1963 | Varsavia e Breslavia | Unione Sovietica | 271 | Genadiy Maloletkyn   |
| 6  | 1964 | Mosca                | Unione Sovietica | 269 | David Bernstein      |
| 7  | 1965 | Berlino              | Unione Sovietica | 281 | László Lovász        |
| 8  | 1966 | Sofia                | Unione Sovietica | 293 | Peter Enskonatus     |
| 9  | 1967 | Cettigne             | Unione Sovietica | 275 | Peter Georgiev       |
| 10 | 1968 | Mosca                | Germania Est     | 304 | Tomáš Mašek          |
| 11 | 1969 | Bucarest             | Ungheria         | 247 | Tibor Fiala          |
| 12 | 1970 | Keszthely            | Ungheria         | 233 | Wolfgang Burmeister  |
| 13 | 1971 | Žilina               | Ungheria         | 255 | Imre Ruzsa           |
| 14 | 1972 | Toruń                | Unione Sovietica | 270 | Pawel Kröger         |
| 15 | 1973 | Mosca                | Unione Sovietica | 254 | Sergei Konyagin      |
| 16 | 1974 | Erfurt e Berlino Est | Unione Sovietica | 256 | Herbert Sinwel       |
| 17 | 1975 | Burgas e Sofia       | Ungheria         | 258 | Jean Claude Sikorav  |
| 18 | 1976 | Lienz                | Unione Sovietica | 250 | Laurent Pierre       |
| 19 | 1977 | Belgrado             | Stati Uniti      | 202 | Karl Grill           |
| 20 | 1978 | Bucarest             | Romania          | 237 | Mark Kleiman         |
| 21 | 1979 | Londra               | Unione Sovietica | 267 | Jan Nekovář          |
|    | Le Olimpiadi del 1980 si sarebbero dovute tenere in Mongolia, ma l'evento fu cancellato e venne sostituito da due eventi non ufficiali tenutisi in Finlandia e Lussemburgo. |                      |                  |     |                      |
| 22 | 1981 | Washington           | Stati Uniti      | 314 | Andreas Binder       |
| 23 | 1982 | Budapest             | Germania         | 145 | Bruno Haible         |
| 24 | 1983 | Parigi               | Germania         | 212 | Bernhard Leeb        |
| 25 | 1984 | Praga                | Unione Sovietica | 235 | D. B. Mihov          |
| 26 | 1985 | Joutsa               | Romania          | 201 | Géza Kós             |
| 27 | 1986 | Varsavia             | Stati Uniti      | 203 | Géza Kós             |
| 28 | 1987 | L'Avana              | Romania          | 250 | Ralph Costa Teixeira |
| 29 | 1988 | Canberra             | Unione Sovietica | 217 | Hongyu He            |
| 30 | 1989 | Braunschweig         | Cina             | 237 | Petr Čížek           |
| 31 | 1990 | Pechino              | Cina             | 230 | Vincent Lafforgue    |
| 32 | 1991 | Sigtuna              | Unione Sovietica | 241 | Vincent Lafforgue    |
| 33 | 1992 | Mosca                | Cina             | 240 | Dmitri A. Arinkin    |
| 34 | 1993 | Istanbul             | Cina             | 215 | Hong Zhou            |
| 35 | 1994 | Hong Kong            | Stati Uniti      | 252 | Theresia Eisenkölbl  |
| 36 | 1995 | Toronto              | Cina             | 236 | Nikolay Nikolov      |
| 37 | 1996 | Mumbai               | Romania          | 187 | Ciprian Manolescu    |
| 38 | 1997 | Mar del Plata        | Cina             | 223 | Eaman Eftekhari      |
| 39 | 1998 | Taipei               | Iran             | 211 | Omid Amini           |
| 40 | 1999 | Bucarest             | Cina             | 182 | Tamás Terpai         |
| 41 | 2000 | Daejeon              | Cina             | 218 | Alexandr Usnich      |
| 42 | 2001 | Washington           | Cina             | 225 | Liang Xiao           |
| 43 | 2002 | Glasgow              | Cina             | 212 | Yunhao Fu            |
| 44 | 2003 | Tokyo                | Bulgaria         | 227 | Yunhao Fu            |
| 45 | 2004 | Atene                | Cina             | 220 | Jacob Tsimerman      |
| 46 | 2005 | Mérida               | Cina             | 235 | Aliaksei Levin       |
| 47 | 2006 | Lubiana              | Cina             | 214 | Zhiyu Liu            |
| 48 | 2007 | Hanoi                | Russia           | 184 | Konstantin Matveev   |
| 49 | 2008 | Madrid               | Cina             | 217 | Xiaosheng Mu         |
| 50 | 2009 | Brema                | Cina             | 221 | Makoto Soejima       |
| 51 | 2010 | Astana               | Cina             | 197 | Zipei Nie            |
| 52 | 2011 | Amsterdam            | Cina             | 189 | Lisa Sauermann       |
| 53 | 2012 | Mar del Plata        | Corea del Sud    | 209 | Jeck Lim             |
| 54 | 2013 | Santa Marta          | Cina             | 208 | Yutao Liu            |
| 55 | 2014 | Città del Capo       | Cina             | 201 | Alexander Gunning    |
| 56 | 2015 | Chiang Mai           | Stati Uniti      | 185 | Zuo Qun Alex Song    |
| 57 | 2016 | Hong Kong            | Stati Uniti      | 214 | Yuan Yang            |
| 58 | 2017 | Rio de Janeiro       | Corea del Sud    | 170 | Amirmojtaba Sabour   |
| 59 | 2018 | Cluj-Napoca          | Stati Uniti      | 212 | Agnijo Banerjee      |
| 60 | 2019 | Bath                 | Cina             | 227 |                      |
| 61 | 2020 | San Pietroburgo      | Cina             | 215 |                      |
| 62 | 2021 | San Pietroburgo      | Cina             | 208 |                      |
| 63 | 2022 | Oslo                 | Cina             | 252 |                      |
| 64 | 2023 | Chiba                | Cina             | 240 |                      |
| 65 | 2024 | Bath                 | Stati Uniti      | 192 |                      |
| 66 | 2025 | Sunshine Coast       | Cina             | 231 |                      |